# El jardinero fiel (película)
El jardinero fiel  (título original en inglés: The Constant Gardener) es una película de suspense dramático  dirigida por Fernando Meirelles. El guion de Jeffrey Caine está basado en la novela homónima de 2001 de John le Carré . La historia sigue a Justin Quayle (Ralph Fiennes), un diplomático británico en Kenia, mientras intenta resolver el asesinato de su esposa Tessa (Rachel Weisz), una activista de Amnistía, alternando con numerosos flashbacks que cuentan la historia de su amor.
Filmado en locaciones de Loiyangalani y los barrios marginales de Kibera, Nairobi, Kenia. Las circunstancias en el área afectaron al elenco y al equipo hasta el punto de que crearon Constant Gardener Trust para brindar educación básica a estos pueblos. La trama se basó vagamente en un caso de la vida real en Kano, Nigeria. Las versiones en DVD se lanzaron en los Estados Unidos el 1 de enero de 2006 y en el Reino Unido el 13 de marzo de 2006. La atención gentil pero diligente de Justin hacia sus plantas es un tema de fondo recurrente, de cuya imagen se deriva el título de la película. Hubert Koundé, Danny Huston, Bill Nighy, Pete Postlethwaite y Donald Sumpter coprotagonizan. La película fue un éxito de crítica y taquilla y obtuvo cuatro nominaciones al Oscar, ganando el premio a la Mejor Actriz de Reparto para Weisz.

## Sinopsis

### Argumento
En un remoto lugar al norte de Kenia, asesinan brutalmente a Tessa Quayle, una activista que prepara una denuncia sobre el trabajo de una multinacional farmacéutica en este país. Un médico local que la acompañaba ha huido y todo parece apuntar hacia un crimen pasional. Sandy Woodrow, Sir Bernard Pellegrin y los demás miembros del Alto Comisionado Británico están convencidos de que el viudo de Tessa, el diplomático Justin Quayle, dejará el asunto en sus manos, pero están muy equivocados. Su equilibrio profesional ha basculado al perder a la mujer a la que tanto amaba. Esos dos seres de personalidades tan opuestas se atraían mutuamente y disfrutaban de un feliz matrimonio. Los recuerdos de esa unión empujan a Justin a intentar entender lo que realmente ocurrió. Perseguido por los remordimientos y herido por los rumores de las supuestas infidelidades de su esposa, Justin se sorprende a sí mismo lanzándose a una peligrosa tarea. Ha decidido limpiar el buen nombre de su esposa y "acabar lo que ella empezó". Para conseguirlo, debe aprender a marchas forzadas cómo funciona la industria farmacéutica y descubrir las complicidades de los gobiernos de Kenia y del Reino Unido, su propio país. En el transcurso de su investigación descubrirá que el móvil del asesinato está vinculado al uso de Dypraxa, un medicamento contra la tuberculosis que se está probando en la población de Kenia, poniendo en riesgo sus vidas.

### Inspiración y temas
La trama de la película se basa libremente en un caso de la vida real en Kano, Nigeria, que involucra pruebas antibacterianas de Pfizer en niños pequeños.
El título de la película deriva de la atención gentil pero diligente de Justin hacia sus plantas, un tema de fondo recurrente que informa su paciencia y perseverancia.

## Reparto
| Actor                 | Personaje                  |
| --------------------- | -------------------------- |
| Ralph Fiennes         | Justin Quayle              |
| Rachel Weisz          | Tessa Quayle               |
| Hubert Koundé         | Dr. Arnold Bluhm           |
| Danny Huston          | Sandy Woodrow              |
| Daniele Harford       | Miriam                     |
| Packson Ngugi         | Oficial de la morgue       |
| Bernard Otieno Oduor  | Jomo                       |
| Damaris Itenyo Agweyu | Mujer de Jomo              |
| Gerard Mcdonald       | Sir Kenneth Curtiss, Kenny |
| Bill Nighy            | Sir Bernard Pellegrin      |
| Keith Pearson         | Porter Coleridge           |
| John Sibi-Okumu       | Dr. Joshua Ngaba           |
| Donald Sumpter        | Tim Donohue                |
| Archie Panjabi        | Ghita Pearson              |
| Nick Reding           | Crick                      |

## Producción
La película se rodó parcialmente en 16 mm  en locaciones de Loiyangalani y los barrios marginales de Kibera, en Lokichogio, Nairobi, Kenia. También en Londres, Berlín, Saskatchewan y Cruz Alta. 
Las circunstancias en el área afectaron tanto al elenco y al equipo que en 2004 se estableció Constant Gardener Trust para agradecer a la comunidad por su ayuda durante el rodaje. 
Kate Winslet fue considerada para la protagonista femenina antes de que Weisz fuera elegida. 
Lupita Nyong'o trabajó como asistente de producción en la película. 

## Reconocimientos

### Premios Óscar
| Categoría                          | Receptor(a)      | Resultado |
| ---------------------------------- | ---------------- | --------- |
| Oscar a la mejor actriz de reparto | Rachel Weisz     | Ganadora  |
| Oscar al mejor guion adaptado      | Jeffrey Caine    | Candidato |
| Oscar a la mejor banda sonora      | Alberto Iglesias | Candidato |
| Oscar al mejor montaje             | Claire Simpson   | Candidato |

### Otros premios
- British Independent Film Awards 2005: Premio a la mejor película británica independiente, premio al mejor actor (Ralph Fiennes) y premio a la mejor actriz (Rachel Weisz).
- Premios del Cine Europeo 2005: Nominación al premio al mejor realizador.
- Golden Globes 2006 : Premio a la mejor actriz de reparto para Rachel Weisz.
- Mostra de Venecia 2005: Nominación al León de Oro.